# Gruppo E. Gaspari
Il Gruppo E. Gaspari è una casa editrice italiana che si occupa di editoria, stampati e servizi informatici per la pubblica amministrazione, con sede a Cadriano di Granarolo, in provincia di Bologna.

## Storia
Le Grafiche E. Gaspari furono fondate nel 1913 a Morciano di Romagna (Rimini), da parte di Emilio Gaspari, all'epoca segretario comunale del comune di Montegridolfo (Rimini). Egli progettò i moduli per ufficio che contestualmente iniziò a stampare.

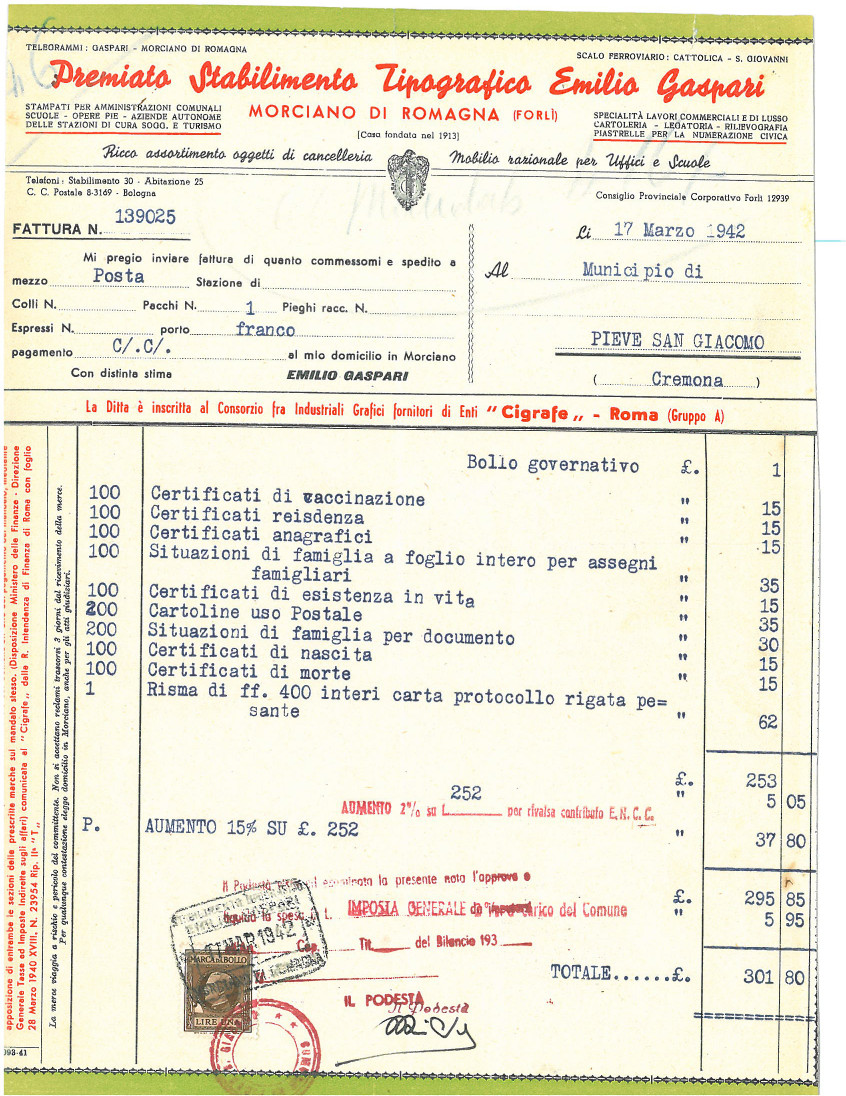
Una fattura per la vendita di modulistica rilasciata da Grafiche E. Gaspari al comune di Pieve S. Giacomo (CR) data 17 marzo 1942

Aldo Gaspari

Emilio Gaspari morì nel 1945, lasciando l'azienda al figlio Aldo, che sviluppò la banca di credito cooperativo Banca Popolare Valconca e rilanciò uno storico periodico locale, "L'Ape del Conca", le cui origini risalgono alla fine dell'Ottocento.
Alla morte di Aldo Gaspari, avvenuta nel 1967, la direzione dell'azienda fu affidata alla moglie Paola, che completò il passaggio dalla stampa a piombo alla più moderna stampa offset. Durante gli anni ottanta le Grafiche E. Gaspari affiancarono alla stampa di modulistica la redazione di testi su svariati ambiti legislativi rivolti ai funzionari della pubblica amministrazione.
Nel 1981 alla sede di Morciano di Romagna si affiancò una seconda unità produttiva, la Gaspari Moduli Continui, a cui successivamente, sotto la guida di Teresa Gaspari, si aggiunse l'Editrice Caparrini, quindi ITC, Tinor e infine Publistampa, acquisita nel 1990, con la quale l'azienda operò il passaggio alla tecnologia di stampa digitale.
Lo stabilimento di Cadriano, originariamente di Publistampa, è dove sono stati realizzati, a partire dai primi anni novanta, programmi destinati ai primi computer in dotazione agli uffici pubblici: dai software gestionali volti alla redazione del bilancio d'esercizio, a quelli per la gestione di database.
Attualmente il Gruppo E. Gaspari conta, oltre alla sede di Cadriano, molteplici centri di deposito e distribuzione collocati in tutta Italia.
A febbraio 2018 nasce a Bologna il polo tecnologico GaspariLab, dedicato allo sviluppo di software sempre per la Pubblica Amministrazione ma anche per privati.

## Prodotti editoriali
Il Gruppo E. Gaspari pubblica sul proprio portale Progetto Omnia il periodico telematico Memoweb, testata giornalistica il cui direttore responsabile è Matteo Peppucci.
La Collana Editoriale Gaspari è costituita da manuali operativi sugli aggiornamenti normativi per i vari settori della pubblica amministrazione.